# Мария Бургундска (Клеве)
Вижте пояснителната страница за други личности с името Мария.
Вижте пояснителната страница за други личности с името Мария Бургундска.
Мария Бургундска (на френски: Marie de Bourgogne; * 1393, Дижон, Франция; † 30 октомври 1463) от династията Валоа Бургундия, e дъщеря на херцог Жан Безстрашни от Бургундия и Маргарета Баварска. По-голяма сестра е на Филип Добрия.

## Брак
Тя се омъжва 1406 г. за граф Адолф II от Клеве-Марк (1373 – 1448) от Дом Ламарк. Тя е втората му съпруга. Графството Клеве е издигнато на херцогство през 1417 г. от император Сигизмунд Люксембургски и Адолф става първият херцог на Клеве.

## Деца
Мария Бургундска и Адолф II имат децата:
- Маргарета (1416 – 1444), ∞ 1433 херцог Вилхелм III фон Бавария († 1435), II. 1441 херцог Улрих V фон Вюртемберг
- Катарина (1417 – 1479), ∞ 1423 Арнолд от Егмонт, херцог на Гелдерн
- Йохан I († 1481), херцог на Клеве, ∞ 1455 Елизабет Бургундска (1439 – 1483)
- Елизабет (1420 – 1488), ∞ 1434 Хайнрих XXVI фон Шварцбург-Бланкенбург
- Агнес (1422 – 1446), ∞ 1439 Карл Виански, крал на Навара
- Хелена (1423 – 1471), ∞ 1436 херцог Хайнрих II фон Брауншвайг-Люнебург
- Адолф (1425 – 1492), ∞ 1453 Беатрис Португалска (1435 – 1462)
- Мария (1426 – 1487), ∞ 1440 Шарл Орлеански, херцог на Орлеан; Техният син Луи XII е крал на Франция
- Анна (* 1432), умира млада
- Енгелберт (*/† 1433)

Адолф е баща и на най-малко три извънбрачни деца.